# Minka Vekkeli
Minka Vekkeli (* 1. Dezember 1992) ist eine finnische Fußballschiedsrichterin.
Im Alter von 14 Jahren begann Vekkeli als Schiedsrichterin. Zunächst startete sie als Schiedsrichterassistentin, bevor sie sich mit 19 Jahren auf die Arbeit als Hauptschiedsrichterin fokussierte.
Seit 2021 steht sie auf der Liste der FIFA-Schiedsrichter und leitet internationale Fußballpartien. Sie gehört sie zur Gruppe der UEFA-First-Category-Schiedsrichterinnen.
Bei der U-17-Europameisterschaft 2023 in Estland pfiff Vekkeli zwei Gruppenspiele und das Finale zwischen Spanien und Frankreich (2:3).
Zudem leitete bzw. leitet Vekkeli Spiele in der Women’s Nations League, in der Qualifikation zur Women’s Champions League, in der europäischen WM-Qualifikation für die Weltmeisterschaft 2023 in Australien und Neuseeland (zwei Spiele) sowie Freundschaftsspiele.
Vekkeli kommt aus Jyväskylä in Mittelfinnland und arbeitet als kaufmännische Angestellte.